# 이주국 장군 묘 및 신도비
이주국 장군 묘 및 신도비는 대한민국 경기도 용인시 처인구 원삼면 문촌리에 있는 무덤과 석물이다. 1986년 5월 31일 용인시의 향토문화재 제4호로 지정되었다.

## 참고 문헌
- 이주국 장군 묘 및 신도비 - 용인시 문화관광 - 향토유적